# Caan (geslacht)

Familiewapen van Caan

Caan (ook: Caan van Neck en: De la Bassecour Caan) is een Nederlandse familie waarvan leden sinds 1815 tot de Nederlandse adel behoren en in 1939 uitstierf.

## Geschiedenis
De stamreeks begint met Heynderick Thielemans (Caen), een bakker in Delfshaven die in 1644 overleed. Directe nakomelingen werden bestuurders in Holland. Mr. Hendrik Johan Caan, heer van Maurick (1781-1864), werd bij KB van 16 september 1815 verheven in de Nederlandse adel; diens broer mr. Jan de la Bassecour Caan bij KB van 6 oktober 1821. Met een kleindochter van de eerste stierf het geslacht in 1939 uit.
Het geslacht werd in 1926 opgenomen in het genealogische naslagwerk Nederland's Patriciaat.
Vanaf 1759 tot begin 20e eeuw was huis Cromvliet in eigendom van het geslacht Caan.

## Enkele telgen

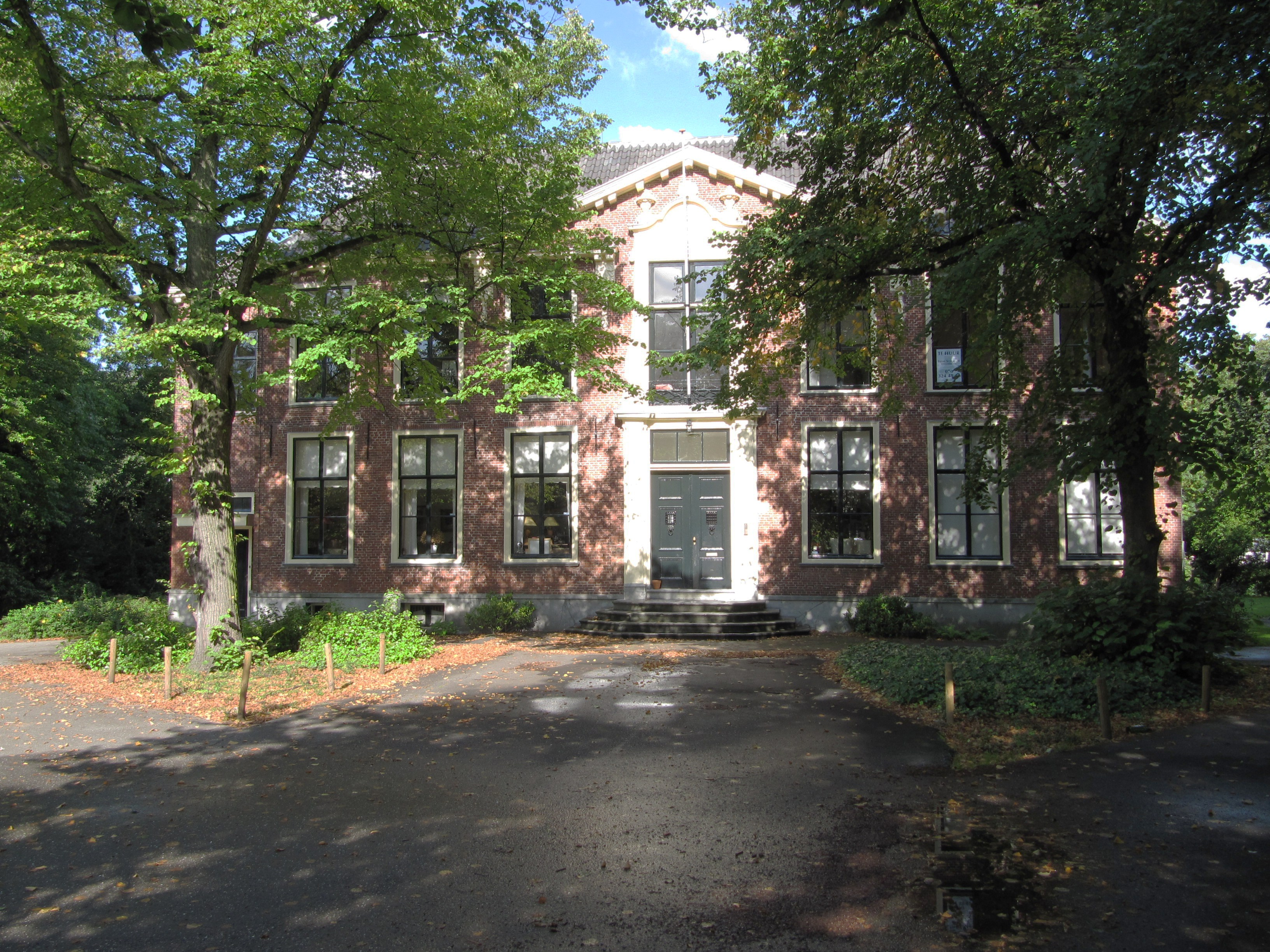
Cromvliet in 2010

Hendrick Caan (1719-1794), schepen van Rotterdam
- Mr. Hendrik Adriaan Caan (1755-1816), secretaris van 's Gravenhage, hoogheemraad van Delfland; trouwde in 1779 met Susanna Jacoba Johanna van Neck (1760-1846), dochter van Abraham van Neck (1734-1789) en Catharina Cornelia de la Bassecour (1739-1806)
  - Jhr. mr. Hendrik Johan Caan, heer van Maurick (1781-1864), drost van Maasland, lid van Gedeputeerde Staten van Zuid-Holland, staatsraad
    - Jhr. mr. Marie Jean Caan, heer van Maurick (1814-1876)
    - Jhr. mr. Jan Hendrik Caan van Neck (1817-1872), burgemeester van Rijswijk
      - Jkvr. Johanna Maria Antonia Caan van Neck (1868-1939), laatste telg van het geslacht; trouwde in 1890 met Ernest Louis baron van Hardenbroek van Lockhorst (1864-1912), burgemeester van Domburg, Noordwijk en Rijswijk

  - Mr. Abraham Cornelis Caan van Neck (1783-1830), secretaris van het kabinet van de minister van Financiën
  - Jhr. mr. Jan de la Bassecour Caan (1786-1842), raadsheer Hooggerechtshof
    - Jkvr. Margaretha Gerardina Henriëtta de la Bassecour Caan (1825-1898); trouwde in 1846 met haar volle neef jhr. mr. Jan Hendrik Caan van Neck (1817-1872), burgemeester van Rijswijk
    - Jhr. mr. Hendrik Abraham Cornelis de la Bassecour Caan (1829-1905), burgemeester van Noordwijk, lid van Gedeputeerde Staten van Zuid-Holland
      - Jkvr. Henriette de la Bassecour Caan (1879-1938); trouwde in 1901 met jhr. Adriaan Willem Gerrit van Riemsdijk (1878-1930), schrijver en journalist

    - Jkvr. Johanna de la Bassecour Caan (1836-1859); trouwde in 1858 met jhr. mr. Jan Karel Jacob de Jonge (1828-1880), griffier van de Eerste Kamer der Staten Generaal

Geslachten die opgenomen zijn in het sinds 1910 verschijnende genealogische naslagwerk Nederland's Patriciaat. Lijst volgens opgave van het CBG Centrum voor familiegeschiedenis.
A · B · C · D · E · F · G · H · I · J · K · L · M · N · O · P · Q · R · S · T · U · V · W · Y · Z